# Mladi socijalisti Hrvatske
Mladi socijalisti Hrvatske (MSH) je politički pomladak Socijalističke radničke partije Hrvatske koja okuplja članove između 15 i 35 godina. Djeluju na području cijele RH. 

## Program
Zalažu se za ukidanje kapitalizma i uspostavu radničkog samoupravljanja i vlast radničke klase u Hrvatskoj i zahtijevaju da ista napusti Europsku uniju i NATO.
Suprotstavljaju se diskriminaciji, pa se smatraju antifašistima i feministima. Zalažu se za prava manjina i ranjivih skupina, na primjer nacionalnih, vjerskih, seksualnih i slično.
Dio ciljeva im je promicanje ideja socijalizma među mladima i borba protiv fašizma, imperijalizma i klerikalizma u Hrvatskoj.

## Organizacija
Mlade socijaliste Hrvatske vodi tročlani izvršni odbor koji se bira na skupštini s mandatom koji traje 2 godine, a izabrani član MSH sjedi u predsjedništvu SRP-a.
Slogan organizacije je "Nikad sluge, nikad gospodari!"

## Povijest
Osnovani su 1997. godine pod nazivom "Mlada demokratska ljevica", a 2001. godine su dobili današnji naziv.
Primljeni su u punopravno članstvo Svjetske Federacije Demokratske Omladine (WFDY) krajem 2019.
Novi je logo izabran u krajem travnja/početkom svibnja 2022.

## Poveznice
- Socijalistička radnička partija Hrvatske
- Savez komunističke omladine Jugoslavije

## Vanjske poveznice
- Portal Mladih socijalista
- Facebook Mladih socijalista
- Instagram Mladih socijalista
- YouTube Mladih socijalista